# Лобата
Лоба́та (порт. Lobata) — округ в государстве Сан-Томе и Принсипи. Расположен в северной части острова Сан-Томе. Площадь 105 км². Население 17 251 человек (2006). Административный центр — город Гуадалупи. В состав округа входит островок Кабраш.
Изменение численности населения округа
- 1940 9 240 (15,2 % численности населения страны)
- 1950 8 190 (13,6 % численности населения страны)
- 1960 7 875 (12,3 % численности населения страны)
- 1970 9 361 (12,7 % численности населения страны)
- 1981 11 776 (12,2 % численности населения страны)
- 1991 14 173 (12,1 % численности населения страны)
- 2001 15 187 (11,0 % численности населения страны)